# هاريسبورغ (كاليفورنيا)
هاريسبورغ (بالإنجليزية: Harrisburg)‏ (سابقا، هاريسبري) (بالإنجليزية: Harrisberry)‏ هو منطقة فردية في مقاطعة إنيو، كاليفورنيا. تقع على ارتفاع 4987 قدم (1520 م).
كان اسم المدينة في الأصل ينسب إلى «شورتي هاريس» و «بيتر أغوريبيري»، وهم من أكتشف الذهب بالقرب من الموقع في عام 1905.